# Parc national naturel de Chingaza
Le parc national naturel de Chingaza est un parc national situé dans la cordillère Orientale, au nord-est de la ville de Bogota.
Il est classé sur la liste verte de l'UICN depuis  le 30 septembre 2020.
Les principaux objectifs de gestion sont :
- la protection de la faune et la flore, en particulier de l'Ours à lunettes et du Conure à poitrine brune. Les populations de ces deux espèces sont en croissance sur la décennie 2010-2020.
- la préservation de la ressource en eau critique pour environ 10 millions de personnes à Bogota et dans les localités voisines.
- la sauvegarde du paysage et des sites qui portent une grande importance culturelle pour les communautés locales.

## Géographie
Le parc national englobe 11 communes :

7 dans le département de Cundinamarca 
- Comeque
- Choachi
- La Calera
- Guasca
- Junin
- Gachala
- Medina

4 dans le Meta
- San Juanito
- El Calvario
- Restrepo
- Cumaral

Son altitude est comprise entre 800 et 4 020 m.

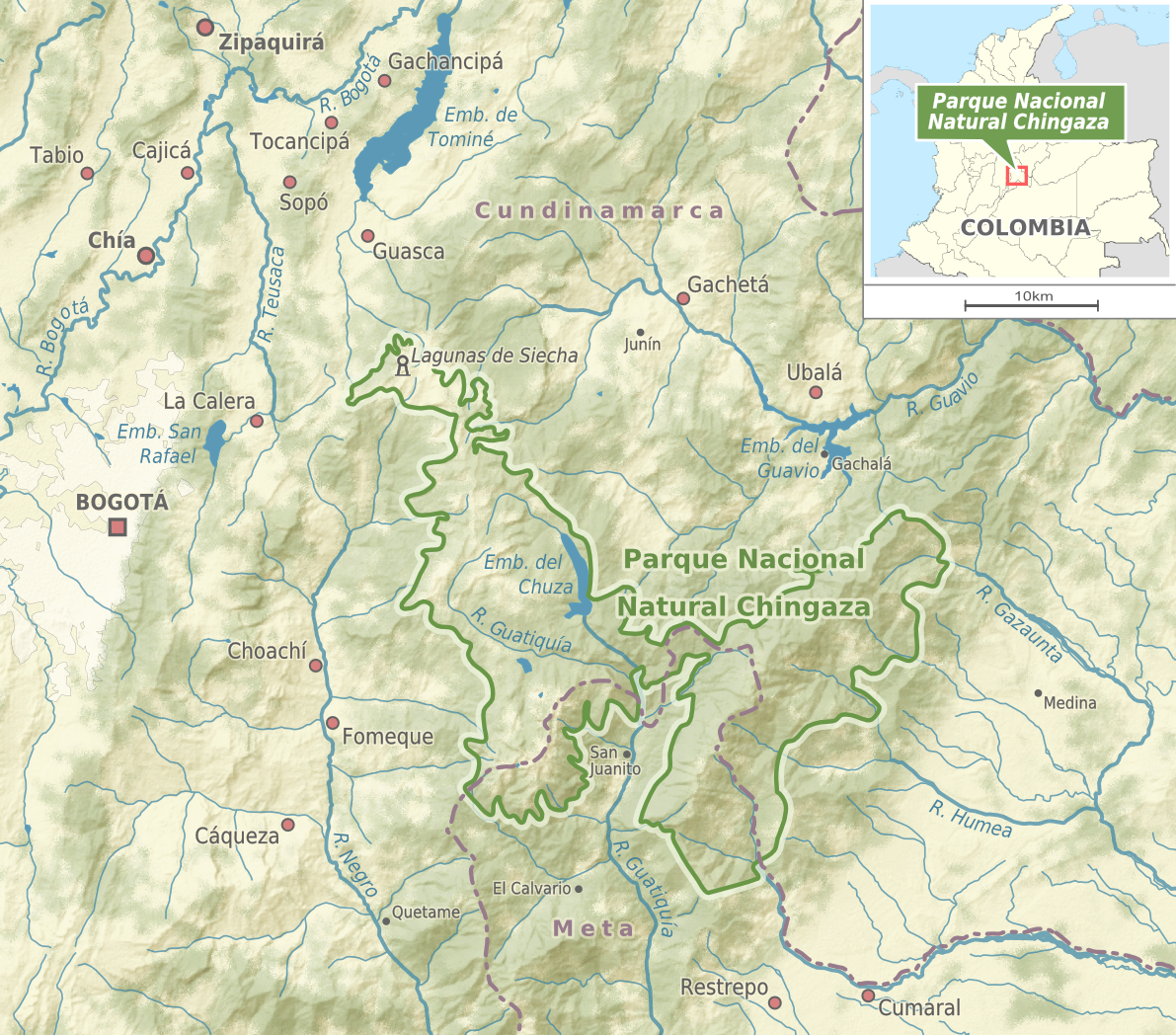
Carte du parc de Chingaza.

## Patrimoine naturel

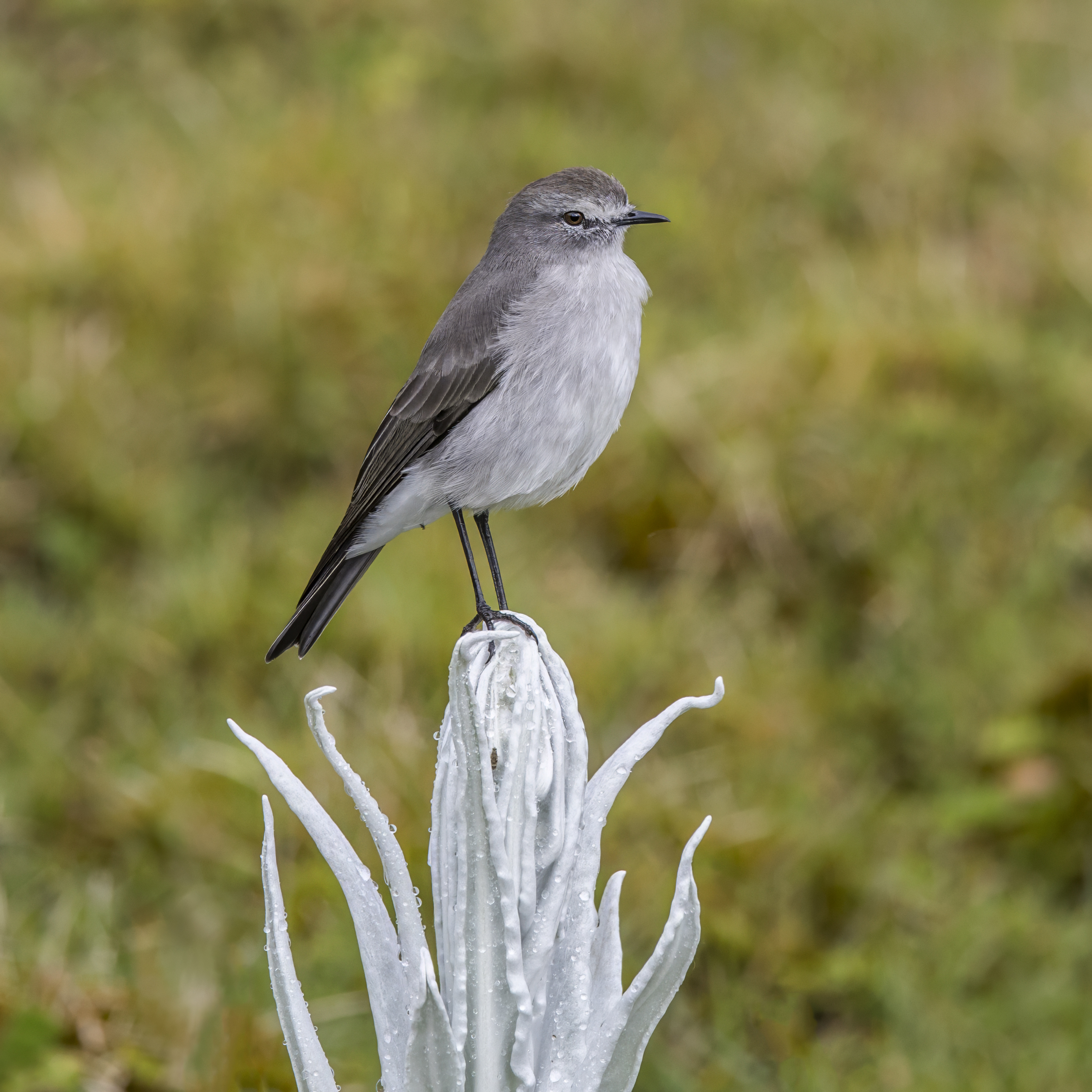
Un dormilon à grands sourcils perché sur un Senecio niveoaureus (voir Liste des espèces de Senecio). Juillet 2023.

Le parc de Chingaza est couvert par des forêts andines et subandines (voir l'article Andes (phytorégion) pour plus de détails), et un écosystème herbeux néotropicale d'altitude appelé « Paramo ». 91,7 % du parc sont constitués d'écosystèmes naturel dans un état de conservation « élevé ».
L'avifaune comprend un total de 531 espèces réparties dans 339 genres et 57 familles, recensées dans le parc national et sa zone tampon. Parmi ces espèces, six sont endémiques de Colombie. On y trouve, notamment la Conure à poitrine brune, dont la sauvegarde est un des objectifs de gestion. Le Condor des Andes est également présent.
Concernant les mammifères, pour les Artiodactyles trois espèces sont connues dont le Cerf de Virginie, pour les Périssodactyles on trouve le Tapir (Tapirus terrestris). Chez les carnivores, onze espèces sont recensées, notamment le Puma concolor et l'Ours à lunettes. Une première étude, datant de 2020, estime la population d'ours à 2,9 pour 100 km² soit 122 individus pour le parc et sa zone tampon. Cette densité parait faible au regard d'autres estimations effectuées dans d'autres pays (Bolivie et Équateur).
Les arthropodes sont connus par, au moins, 71 espèces appartenant à 50 familles, réparties en 20 ordres et 7 classes, selon une étude de 1991 qui a échantillonné les écosystèmes aquatiques et terrestres du Paramo.
Le Parc national compte également 16 espèces d'amphibiens, notamment Atelopus muisca et A.lozanoi, et six espèces de reptiles.

## Gestion
Les experts de l'Union internationale pour la conservation de la nature (UICN) notent que la gouvernance de l'aire protégée se fait de manière participative. L'équipe du parc participe à des projets de développement et à l'organisation de l'approvisionnement en eau dans les communes dans sa zone d'influence.
L'efficacité de la gestion du PNN fait l'objet d'une évaluation régulière depuis 2004 (devenue annuelle depuis 2010).